# Front de libération nationale unifiée
 (avril 2019).
Si vous disposez d'ouvrages ou d'articles de référence ou si vous connaissez des sites web de qualité traitant du thème abordé ici, merci de compléter l'article en donnant les références utiles à sa vérifiabilité et en les liant à la section « Notes et références ».
Pour les articles homonymes, voir FLP.
Le front de libération populaire ou FLP (en serbo-croate : Jedinstveni narodnooslobodilački front, JNOF) ou simplement le Front de libération nationale (parfois appelé Front de libération du peuple ), était une organisation politique de la Seconde Guerre mondiale et un mouvement antifasciste durant la Seconde Guerre mondiale en Yougoslavie . 
Il était dirigé par le Parti communiste de Yougoslavie (KPJ) et réunissait tous les partis politiques et tous les individus appartenant au spectre républicain, fédéraliste et politique de gauche du royaume occupé de Yougoslavie . 
Le Front servait de soutien politique au mouvement de résistance yougoslave, connu sous le nom de Partisans yougoslaves . 
En 1945, avec la victoire des partisans dans la guerre, le Front unitaire de libération du peuple fut réorganisé et renommé le Front national (Front Narodni, NOF). Sous ce nom, le Front remporta les élections yougoslaves d'après-guerre, après quoi il fut rapidement renommé Alliance socialiste des travailleurs de Yougoslavie (Socijalistički savez radnog naroda Jugoslavije, SSRNJ). 